# 云南山歌
云南山歌即流行于云南的山歌，往往是用固定曲调即兴填词即兴演唱。多为男女二人斗歌。内容多为男欢女爱。逢年过节，云南各地都会有大型山歌节或者比赛。
1999年以后，唱片公司开始进入山歌市场。这段时间制作的山歌作品多是七言四句为一节，用电子琴编曲，同时拍摄MV。因而涌现了很多在全省都有很高知名度的山歌歌手，如：雷敏敏，高碧波，马丽波，毛家超等。